# Domprix
 Domprix  es una comuna y población de Francia, en la región de Champaña-Ardenas, departamento de Meurthe y Mosela, en el distrito de Briey y cantón de Audun-le-Roman.
Está integrada en la Communauté de communes du Bassin de Landres .

## Demografía[2]
| 136 | 101 | 120 | 148 | 192 | 189 | ABS. | ABS. | ABS. | 204 | 208 | 195 | 187 | 181 | 172 | 168 | 162 | 149 | 155 | 153 | 76 | 86 | 98 | 101 | 88 | 84 | 105 | 100 | 105 | 95 | 65 | 59 | 80 |
| Para los censos de 1962 a 1999 la población legal corresponde a la población sin duplicidades (Fuente: INSEE [Consultar]) |     |     |     |     |     |      |      |      |     |     |     |     |     |     |     |     |     |     |     |    |    |    |     |    |    |     |     |     |    |    |    |    |